# Echinopsis (plant)
Echinopsis is een geslacht van ruim honderd soorten planten in de cactusfamilie. Het geslacht werd in 1837 beschreven door Joseph Gerhard Zuccarini. De botanische naam verwijst naar het Griekse woord έχίνος (echinos) voor egel en όψις (opsis) voor aanblik. De naam verwijst naar de vorm van de planten.

## Verspreiding
Echinopsis-soorten zijn inheems in Zuid-Amerika (Argentinië, Chili, Bolivia, Peru, Brazilië, Ecuador, Paraguay en Uruguay). Ze groeien op zandige of steenachtige grond, op heuvelhellingen of in rotsspleten.

## Soorten
Enkele soorten zijn:
- Echinopsis eyriesii
- San Pedro-cactus (Echinopsis pachanoi; basioniem: Trichocereus pachanoi)
- Echinopsis peruviana

Onderzoeken in de jaren 70 en 80 van de 20e eeuw resulteerden in het het opnemen van een groot aantal geslachten in Echinopsis:
| - Acantholobivia Backeb. - Acanthopetalus Y.Itô - Andenea Fric (nom. inval.) - Aureilobivia Fric (nom. inval.) - Chamaecereus Britton & Rose - Chamaelobivia Y.Itô (nom. inval.) - Cinnabarinea Fric ex F.Ritter - Echinolobivia Y.Itô (nom. inval.) - Echinonyctanthus Lem. - Furiolobivia Y.Itô (nom. inval.) - Helianthocereus Backeb - Heterolobivia Y.Itô (nom. inval.) - Hymenorebulobivia Fric (nom. inval.) - Hymenorebutia Fric ex Buining - Leucostele Backeb. | - Lobirebutia Fric (nom. inval.) - Lobivia Britton & Rose - Lobiviopsis Fric (nom. inval.) - Megalobivia Y.Itô (nom. inval.) - Mesechinopsis Y.Itô - Neolobivia Y.Itô - Pilopsis Y.Itô (nom. inval.) - Pseudolobivia (Backeb.) Backeb. - Rebulobivia Fric (nom. inval.) - Salpingolobivia Y.Itô - Scoparebutia Fric & Kreuz. ex Buining - Setiechinopsis (Backeb.) de Haas - Soehrensia Backeb. - Trichocereus (A.Berger) Riccob. |

## Gebruik
Verschillende soorten bevatten de alkaloide mescaline. Deze soorten zijn voor psychotherapeutische, spirituele en/of medicinale doelen gebruikt.
Acanthocalycium · 
Acanthocereus · 
Acharagma ·
Akersia ·  
Ancistrocactus · 
Ariocarpus · 
Armatocereus · 
Arrojadoa · 
Arthrocereus · 
Astrophytum · 
Austrocactus · 
Austrocylindropuntia · 
Aztekium · 
Bergerocactus · 
Blossfeldia · 
Bolivicereus · 
Brachycereus · 
Brasilicereus · 
Brasiliopuntia · 
Browningia · 
Calymmanthium · 
Carnegiea · 
Cephalocereus · 
Cephalocleistocactus · 
Cereus · 
Cintia ·
Cipocereus · 
Cleistocactus · 
Cochemeia · 
Coleocephalocereus · 
Consolea · 
Copiapoa · 
Corryocactus · 
Coryphantha · 
Cumulopuntia · 
Cylindropuntia · 
Dendrocereus · 
Denmoza · 
Discocactus · 
Disocactus · 
Echinocactus · 
Echinocereus · 
Echinomastus · 
Echinopsis · 
Epiphyllum · 
Epithelantha · 
Erdisia ·
Eriosyce · 
Escobaria · 
Escontria · 
Espostoa · 
Espostoopsis · 
Eulychnia · 
Facheiroa · 
Ferocactus · 
Frailea · 
Geohintonia · 
Grusonia · 
Gymnocalycium · 
Haageocereus · 
Harrisia · 
Hatiora · 
Hylocereus · 
Isolatocereus · 
Jasminocereus · 
Lasiocereus · 
Lemaireocereus · 
Leocereus · 
Lepismium · 
Leptocereus · 
Leuchtenbergia · 
Lobivia · 
Lophophora · 
Maihuenia · 
Maihueniopsis · 
Mammillaria · 
Mammilloydia · 
Matucana · 
Melocactus · 
Micranthocereus · 
Mila · 
Miqueliopuntia · 
Myrtillocactus · 
Neobuxbaumia · 
Neolloydia · 
Neoraimondia · 
Neowerdermannia · 
Notocactus · 
Obregonia · 
Opuntia · 
Oreocereus · 
Oroya · 
Ortegocactus · 
Pacherocactus · 
Pachycereus · 
Parodia · 
Pediocactus · 
Pelecyphora · 
Peniocereus · 
Pereskia · 
Pereskiopsis · 
Pierrebraunia · 
Pilosocereus · 
Polaskia · 
Praecereus · 
Pseudoacanthocereus · 
Pseudorhipsalis · 
Pterocactus · 
Pygmaeocereus · 
Quiabentia · 
Rauhocereus · 
Rebutia · 
Rhipsalis · 
Samaipaticereus · 
Schlumbergera· 
Sclerocactus · 
Selenicereus · 
Setiechinopsis · 
Stenocactus · 
Stenocereus · 
Stephanocereus · 
Stetsonia · 
Strombocactus · 
Sulcorebutia · 
Tacinga · 
Tephrocactus · 
Thelocactus · 
Trichocereus · 
Tunilla · 
Turbinicarpus · 
Uebelmannia · 
Weberbauerocereus · 
Weberocereus · 
Weingartia ·  
Yavia · 
Yungasocereus · 
Zygocactus ·